# Рене де Курбієр (майор)
Рене де Курбієр (фр. René de l'Homme de Courbière) — німецький офіцер, майор вермахту. Кавалер Німецького хреста в золоті.

## Біографія
Син генерал-лейтенанта Рене де Курбієра, також кавалера Німецького хреста в золоті. Вступив у рейхсвер, спочатку служив у 10-й, потім в 12-й (кулеметній) роті 92-го піхотного полку (Грайфсвальд). Під час німецько-радянської війни був командиром 6-ї роти 2-го батальйону моторизованого піхотного полку «Велика Німеччина», потім командував 7-ю ротою. З 22 по 27 грудня 1944 року — командир танково-гренадерського батальйону гренадерської бригади «Фюрер». З лютого 1945 року — командир танкового-гренадерського полку «Курмарк» танково-гренадерської дивізії «Курмарк».

## Звання
- Фанен-юнкер
- Лейтенант (1 квітня 1936)
- Обер-лейтенант (1 березня 1939)
- Гауптман (17 грудня 1941)
- Майор (10 березня 1943)

## Нагороди
- Медаль «За вислугу років у Вермахті» 4-го класу (4 роки)
- Залізний хрест 2-го і 1-го класу
- Штурмовий піхотний знак в сріблі
- Нагрудний знак «За поранення» в чорному
- Сертифікат Пошани Головнокомандувача Сухопутних військ Вермахту (30 серпня 1941)
- Німецький хрест в золоті (18 жовтня 1941)
- Почесна застібка на орденську стрічку для Сухопутних військ (29 вересня 1942)